# グローバリー
グローバリー株式会社（英語: Globaly Corporation) は、かつて存在した商品先物取引会社。愛知県名古屋市東区に本社を置いていた。

## 概要
1963年7月に設立され、かつては日本国内の各商品先物取引所における商品取引員の資格を有した商品先物取引を主力事業とする会社であった。1997年に名古屋証券取引所第2部に上場（証券コードは8745）し、2005年3月期は営業収益（売上高）で約124億円、経常利益で約22億円を挙げていた。その後、諸問題（下記参照）もあって2005年11月1日に上場廃止となった（理由は後述）。
株主優待として金貨贈呈制度（100株以上1,000株未満…1/10オンス金貨、1,000株以上…1/2オンス金貨）を設けていた。
商品先物取引業からの撤退後は、ビル管理や賃貸マンションなどの仲介業務といった不動産業へ転じたが、2006年4月28日付で株式交換により実質オーナー（元会長）が経営する会社である（株）ジャパンプロセルの100%子会社となり、2007年6月1日付で同社に吸収合併され、ニューザック（株）と商号が変更された。

## 問題
取引上の苦情相談件数が、廃業した東京ゼネラルに次いで多い商品取引員であった（先物取引被害全国研究会調べ）。
2000年にはグローバリーの違法な営業行為によって損失を被った顧客が、大分県で登録外務員（営業職社員）を殺害するという事件も発生した。
この他、中日新聞などによると、グローバリーは2001年1月24日、25日の鶏卵市場で、ストップ高になった場節の競りが終了した後に、「バイカイ（媒介）付け出し」と呼ばれる申告売買をし、その申告売買において禁止されている自己玉の新規買いの注文があった。この同社の違反行為に対して中部商品取引所は同年7月11日に開いた臨時理事会において
1. 7月16日から2002年10月末までの鶏卵市場における自己売買の禁止
2. 7月23日から27日まで5日間の同市場での取引受託（営業）業務の禁止
3. 過怠5000万円を科す

処分を決め、当時同社出身で取引所理事であった役員は理事を辞任した。
同社については、経済産業省と農林水産省が2005年4月27日に商品取引所法に基づき、同年5月10日から6月23日まで顧客との取引を停止する処分および業務改善命令を出した。その後の立ち入り調査で、顧客の担保金の返還を拒否するなど悪質な法令違反が発覚し、6月24日から9月16日までの営業を停止する追加処分が行われ、さらに、商品取引所法違反の容疑で刑事告発を受けるに至った。このため顧客の流出や従業員の退出が止まらず、2005年9月30日付で商品先物取引業務及び商品投資販売業務を廃業し、同年10月ドットコモディティへオンライン事業を譲渡した。また、これに代わる新規事業の立ち上げの目途も立たないことから、グローバリー株式は2005年11月1日をもって上場廃止となった。
上場廃止と同日の2005年11月1日に愛知県警はグローバリーの社長、専務、元常務及び常務取締役経理部長（肩書はいずれも当時）の4名の経営幹部を監督官庁への虚偽報告（商品取引所法違反）の容疑で逮捕し、長年経営トップを務めた元会長（当時、相談役）自宅の家宅捜索を行った。2006年3月12日、名古屋地方裁判所は被告4名に対して執行猶予付の有罪判決を言い渡した。
倒産時に顧客名簿が流出し、名簿業者を通じて転売されることで詐欺に悪用されるケースが増えた。倒産時はすでに個人情報保護法の施行後であり、会社資産として顧客の個人情報を売却することは違法行為であるにもかかわらず、金融機関において清算時のモラルが失われた状態となったことは非難に値する。

## スポーツ活動
かつて女子陸上競技部では、監督に真木和（バルセロナ五輪・アトランタ五輪代表）らを育てた藤田信之、選手にアテネ五輪の女子マラソンで金メダルを獲得した野口みずきらが所属していた。
実際に野口が金メダルを獲得した際には、当時の加治屋会長が報奨金として5000万円を支払う意向があることが報道された。またその直後には同社の株価が3000円台にまで上昇した。
だが、一連の騒動の影響を受けて2005年11月一杯での廃部が決まり、監督・選手らはシスメックスに移籍した。
陸上競技以外でもボブスレーオリンピック日本代表鈴木寛も所属していた。